# Памятник границ гетто в Варшаве
Памятники границ гетто в Варшаве — группа из 22 мемориальных досок и бетонных плит, показывающая расположение стен варшавского гетто в районе Воля и Средместье в Варшаве.
Памятники увековечивают наиболее отдалённые пункты на границах закрытого еврейского района. Возникли в местах, где в 1940—1943 годах находились ворота в гетто, деревянные мостики, переброшенные над «арийскими» улицами, а также здания, важные для жителей варшавского гетто.

## История и проект памятников
Инициаторами увековечивания основных пунктов границы гетто были сотрудники Еврейского Исторического Института и Управление реставрации памятников Варшавы. Проект разработали Элеонора Бергман и Томаш Лэц при сотрудничестве с Ewa Pustoła-Kozłowska (размещение памятников) и Яна Ягельского (исторические сведения, размещённые на досках и выбор фотографий).
Каждый из памятников состоит из трёх элементов:
- табличка из бронзы размером 60 × 60 см, на которой показаны границы гетто в самых дальних его пределах и довоенная сетка улиц на фоне пластической карты Варшавы вместе с отмеченным пунктом, в котором упоминается место.
- доска из оргстекла размером 36 × 50 см, с краткой информацией на польском и английском языках о роли, которую сыграло данное место в истории закрытой территории, 1—2 архивные фотографии, сделанные в период существования гетто. Предшествует им короткая история этого места:

«Вслед за указами немецких оккупационных властей гетто было отрезано от остальной части города 16 ноября 1940 года. Окруженный стеной район имел сначала площадь примерно в 307 га, потом был уменьшен; с января 1942 года делился на так называемые большие и малые гетто. Сюда было согнано около 360 тысяч евреев из Варшавы и около 90 тысяч из других городов. Около 100 тысяч человек умерли от голода. Летом 1942 года немцы вывезли и сожгли в газовых камерах Треблинки около 300 тысяч человек. 19 апреля 1943 года вспыхнуло восстание, до середины мая повстанцы и мирное население гибли в бою и языках пламени систематически поджигаемого гетто. Остальных немцы убили в ноябре 1943 года в лагере смерти Майданек под Люблином и нацистском трудовом лагере в Травниках. Выжили немногие.

Памяти тех, которые страдали, воевали, погибли.

Город Варшава, 2008 г.»
- бетонные плиты шириной 25 см, сделанные из чугуна, с двуязычной надписью «MUR GETTA 1940/GHETTO WALL 1943», расположенные на тротуаре или газоне, показывающие точное местоположение ближайших участков стены гетто. Дата 1940—1943 имеет символический характер, потому что большинство из упомянутых мест были исключены из гетто в 1941—1942 годах, в свою очередь одно было включено в закрытую территорию в декабре 1941 г., а ещё два — в январе 1942 года.

Большинство мемориальных досок были размещены на специально разработанных 14 белых бетонных столбах, высотой 230 см, установленных на брусчатке. Остальные — непосредственно на ограждениях или стенах сооружений и зданий.
Таблички появились в период с апреля по ноябрь 2008 г.. Изначально проект предполагал обозначение расположения границы гетто в 21 местах. Двадцать второй массив был открыт 27 января 2010 года в рамках мероприятий Международного Дня Памяти жертв Холокоста на сохранившемся фрагменте стены гетто по улице Сенная.
Проект был финансирован властями Варшавы, а также Министерством Культуры и Национального Наследия.

## Локализация памятников
- Улица генерала Владислава Андерса, угол улицы Свентойерской — мемориал в честь одних из основных ворот гетто, расположенных на тогдашней улице Nalewki. Через эти ворота в 5:30 утра 19 апреля 1943 года немецкие войска и сотрудничающие с ними латвийские и украинские отряды под командованием Фердинанда фон Заммерн-Франкенегга вошли в гетто, встретив вооруженное сопротивление еврейских бойцов[5]. Бои стали началом восстания в варшавском гетто.
- Улица Белянская, угол улицы Corazziego — здесь гетто включало в себя Большую Синагогу на ул. Тломацкой и Центральную иудейскую библиотеку. Этот фрагмент центра города был исключён из гетто 20 марта 1942 года.
- Мемориальная доска с исторической информацией о гетто и въезде в страну, на закрытую территорию (ул. Bielańska)Улица Бонифратерская, около Мендзыпарковой — здесь, на пересечении улиц Bonifraterskiej и Żoliborskiej находился северо-восточный угол гетто. Над исключённым из него северным отрезком улицы Przebieg был переброшен деревянный мост — один из четырёх сооружений этого типа, построенных фашистами в варшавском гетто[6].
- Улица Chłodna, угол ул. Elektoralna — напоминает о невключённых в гетто зданиях городского суда по ул. Лешно и ведущей к нему улицы Бяла. Здание суда было местом встречи жителей с обеих сторон стены гетто и до сентября 1942 года одним из самых важных пунктов бегства евреев на "арийскую" сторону[7]. После войны улица Бяла была отстроена приблизительно на 200 метров на запад.
- Улица Хлодна, около ул. Желязна — памятник в память об исключении из гетто района в декабре 1941 года, ограниченного улицами Leszno, Wronia, Гжибовска и Желязна. В результате закрытая территория разделилась на большие и малые гетто. В этом месте находился также один из символов Холокоста — деревянный мост, построенный над улицей Хлодна, открытый 26 января 1942 года[8].
- Улица Хлодна 41 — здесь до декабря 1941 года проходила западная граница гетто, расчерченная на заднем дворе особняка по улице Wronia. Так же здесь находились одни из его первых 22 ворот (функционировали до ноября 1941 года). После исключения из гетто в декабре 1941 года этой части Воли границу передвинули на середину улицы Желязна.
- Площадь Дефилад 1 на восточной стене северо-восточного крыла Дворца Культуры и Науки, в здании которого находится Театр Студия — здесь проходила юго-восточная граница гетто, перенесённая 5 октября 1941 года, на середину улицы Сиенна.
- Плиты, показывающие расположение стен гетто на тротуаре возле Дворца Культуры и НаукиПроспект Piotra Drzewieckiego на площади за Железными Воротами — отсюда в западном направлении до улицы Желязна тянулся невключённый в гетто коридор. состоящий из Hale Mirowskie, Koszary Mirowskie, церковью св. Чарльза Борромео и частично проходившей ул. Хлодна, которая входит арийским клином в область закрытой территории и делит её на две части[9].
- Проспект Piotra Drzewieckiego на аллее Jana Pawła II — расположенная на южной стене Торгового Пассажа «Hale Mirowskie» мемориальная доска, увековечивающая северную границу, так называемого, малого гетто, которая проходила с использованием разграничивающих заборов между участками.
- Улица Dzika на аллее Jana Pawła II — в этом месте, после незначительного перемещения границы территории в январе 1942 года, закрытой в северном направлении вдоль улицы Dzikiej, был северо-западный угол гетто.
- Улица Dzika угол улицы Stawki — памятник отмечает место, где с января 1942 года находились ворота, ведущие на территорию Умшлагплац.
- Памятник границы гетто на улице TwardejУлица Freta 55 (со стороны улицы Францисканской) — здесь находилась наиболее выдвинутая на восток часть закрытой территории. Вся площадь Нового Города была исключена из гетто в декабре 1941 года.
- Улица Млынарская на стене еврейского кладбища (на границе некрополя с Мусульманским Кавказским Кладбищем) — увековечивает еврейское кладбище, ограждение которого проходило вдоль улицы Młynarskiej и Повонзковского Кладбища, до исключения кладбища из гетто в декабре 1941 года, северо-западную границу закрытой территории.
- Улица Okopowa 49/51 на стене еврейского кладбища (со стороны улицы Anielewicza) — второе увековечивание крупнейшей еврейской некрополии Варшавы и прилегающего к ней с юга стадиона спортивного клуба Skra. Стадион был единственной большой незастроенной территорией в гетто. Стал местом массовых казней и захоронений, в том числе не менее 6500 евреев, которые увековечивает находящийся недалеко Памятник Общего Мученичества евреев и поляков. Здесь хоронили погибших во время Варшавского восстания.
- Улица Sienna 53 — увековечение с «арийской» стороны (в настоящее время двор XII-ЛО им. Генрика Сенкевича) границы гетто, созданной из существующей стены между участками Sienna 53 и 55. Южная граница района, закрытая 5 октября 1941 года, была перемещена на середину улицы Сенной.
- Деревянный мостик над несуществующий улицей Przebieg, упомянутая на улице BonifraterskiejАллея «Солидарности» между зданием Варшавской Камерной Оперы (№ 76b) и так называемым домом Диссидентов (№ 76а), в которой находится штаб-квартира евангельско-реформаторской церкви — памятник увековечивающий исключенную из гетто так называемый евангелический анклав с костелом, домом Диссидентов, дворцом Дзялынских, Евангелической больницей и несколькими домами на несуществующей улице Mylnej. Анклав, окруженный с каждой стороны стеной гетто, был соединён на востоке узким проходом через разрушенную при обороне Варшавы в сентябре 1939 года территорию на улице Przejazd 5 с арийским районом. Такое особенное расположение упрощало прихожанам и священникам оказание помощи евреям в гетто[10].
- Улица Stawki возле улицы Okopowej — в этом месте граница гетто проходила вдоль южной черты невключённой в рамки гетто бывшей фабрики Garbarska Temler и Szwede (ул. Okopowa 78).
- Улица Świętojerska, угол улицы Nowiniarskiej — здесь находится единственный сохранившийся фрагмент стены северной части гетто.
- Стены гетто вдоль проходящей улицы Chłodnej вместе с деревянным мостом, соединяющим с января по август 1942 года так называемые малые и большие геттоУлица Świętokrzyska на Площади майора Болеславa Контримa — здесь проходила восточная граница южной части закрытой территории. В марте 1941 года стена гетто была перемещена на запад, на границу улицы Bagno.
- Улица Twarda на пересечении с улицей Złotą — в этом месте находился юго-западный угол гетто и одни из его ворот, функционировавшие с 16 ноября 1940 года по 20 января 1941 года.
- Улица Żelazna 63, на здании невключенной в гетто фабрики металлоизделий «Duschik&Szolce»[11] (со стороны улицы Grzybowskiej) — здесь находились одни из главных ворот, ведущих в малое гетто.
- Стена гетто на площади за Железными Воротами, увековечивающими Р. DrzewieckiegoСтена гетто вдоль улицы Grzybowskiej, вид в восточном направлении от пересечения с улицей ŻelażnąУлица Żelazna угол al. Solidarności — размещённые на стене довоенного здания, соединяющего общеобразовательные школы № 10, 17, 56 и 119[12] с Żelazną, 88 (в настоящее время Администрация Района Wola по адресу al. «Solidarności» 90), мемориальные доски, увековечивающие одни из самых важных ворот гетто, находившихся на пересечении Żelaznej и тогдашнего Leszna, а также включённое в гетто в апреле 1941 здание Общества Средней Школы «Коллегиум» (ул. Leszno 84), в котором находится Отдел Труда и Отдел Статистики Еврейского Совета[9]. Здание представляло собой анклав гетто по арийской стороне. В сентябре 1941 года он был совмещен с закрытой территорией на уровне второго этажа деревянным мостиком, построенным над стеной гетто, пролегающей через середину улицы Żelaznej.